# Švédská Superliga (ženský florbal)
Švédská Superliga žen (švédsky Svenska Superligan för damer, zkráceně SSL Dam) je nejvyšší ženská florbalová liga ve Švédsku.
Vítěz Superligy má právo reprezentovat Švédsko na Poháru mistrů.
Aktuálním pětinásobným mistrem ze sezóny 2024/2025 je Team Thorengruppen, nástupce nejúspěšnějšího oddílu ligy, IKSU.

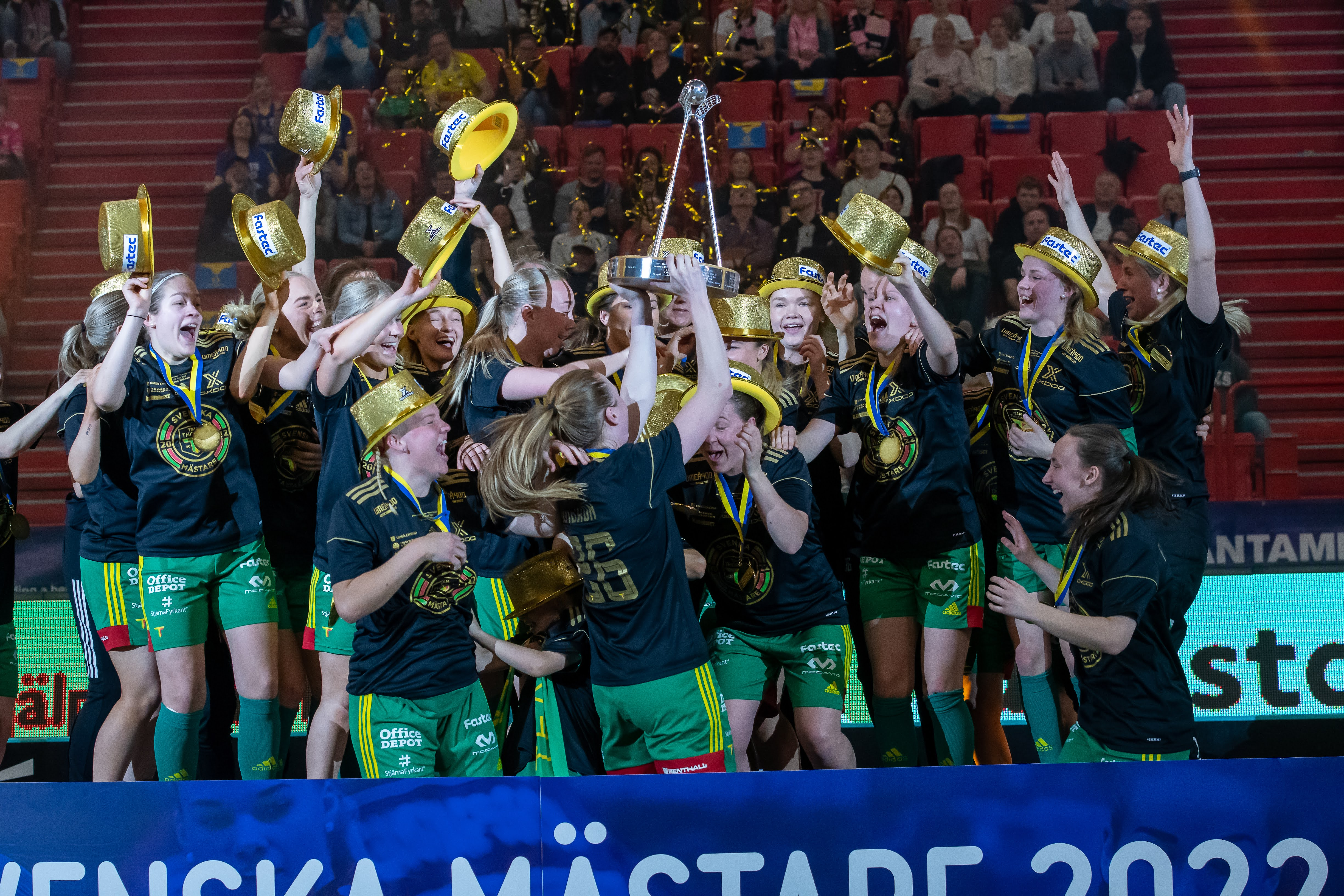
Team Thorengruppen oslavuje vítězství ve finále Švédské Superligy 2021/2022

## Historie
Švédské Superlize předcházel Švédský pohár (Svenska cupen) hraný v letech 1982 až 1993, jako první florbalová soutěž na světě. Následovala liga Division 1, která se hrála od roku 1993.
V roce 1997 vznikla liga Elitserien, která byla až do sezóny 2005/2006 rozdělena na severní a jižní skupinu. Od ročníku 2006/2007 byla soutěž národní ligou. Před sezónou 2012/2013 byl název změněn z Elitserien na Švédská Superliga.

## Systém soutěže
Sezóna začíná základní částí s 26 zápasy, systémem každý s každým. Na jaře začíná play-off s osmi nejlepšími týmy základní části. Čtvrtfinále i semifinále se hraje na nejlepší z pěti zápasů. Finále se hraje (podobně jako v českých nejvyšších soutěžích žen a mužů) pouze na jeden vítězný zápas tzv. Superfinále. Finále se většinou hraje ve stockholmské aréně Globen společně s finálem mužské švédské Superligy. Poslední dva týmy sestupují do nižší soutěže Allsvenskan.

## Týmy
Týmy v sezóně 2024/2025:
- Endre IF (Visby)
- FBC Kalmarsund (Färjestaden)
- IBF Falun
- IBK Dalen (Umeå)
- IBK Lund (Lund)
- KAIS Mora IF (Mora)
- Karlstad IBF (Karlstad)
- Malmö FBC (Malmö)
- Pixbo IBK (Mölnlycke)
- Täby FC (Täby)
- Team Thorengruppen (Umeå)
- Telge SIBK (Södertälje)
- Västerås Rönnby IBK (Västerås)
- Warberg IC

## Přehled vítězů

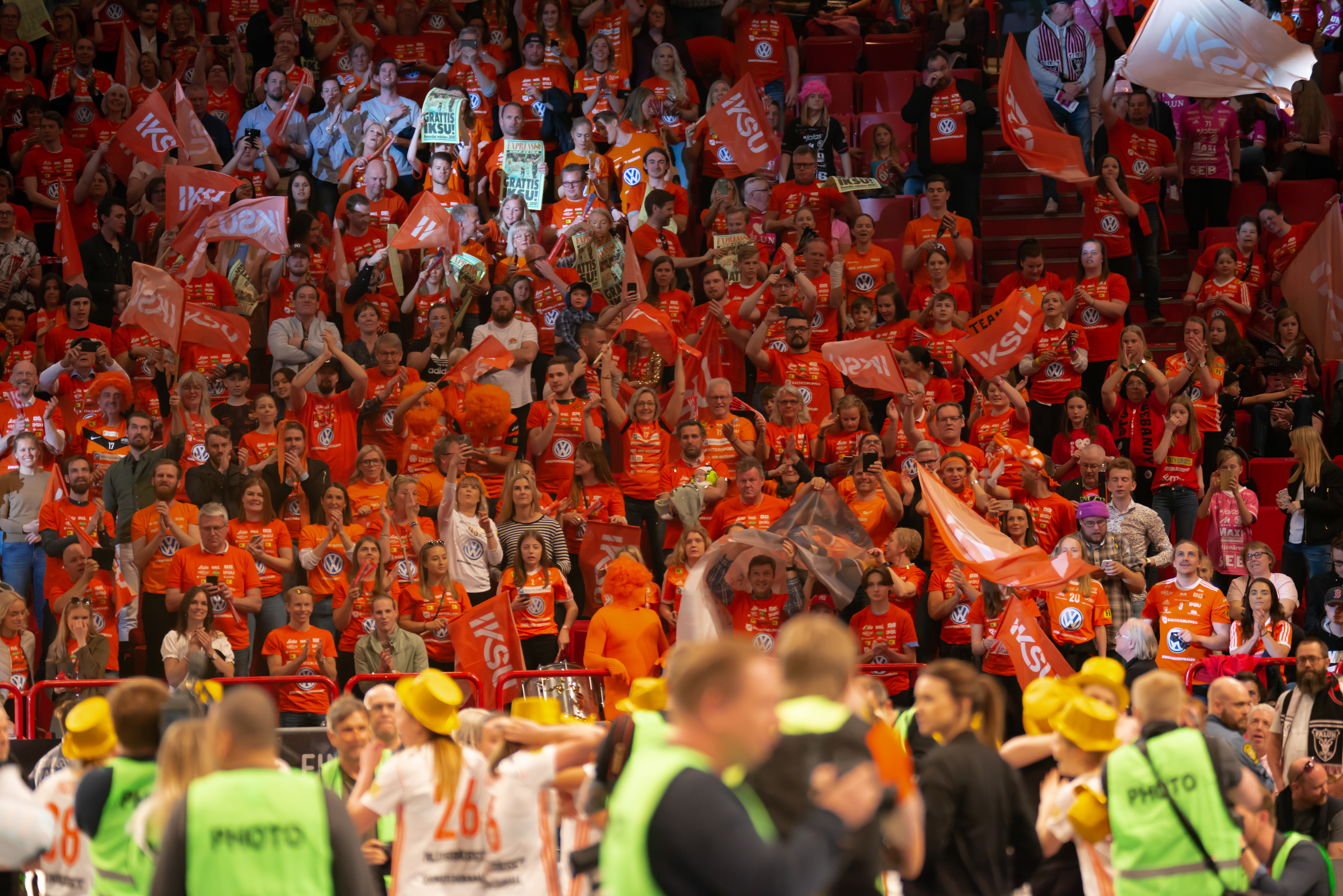
Fanoušci týmu IKSU ve finále 2017/2018

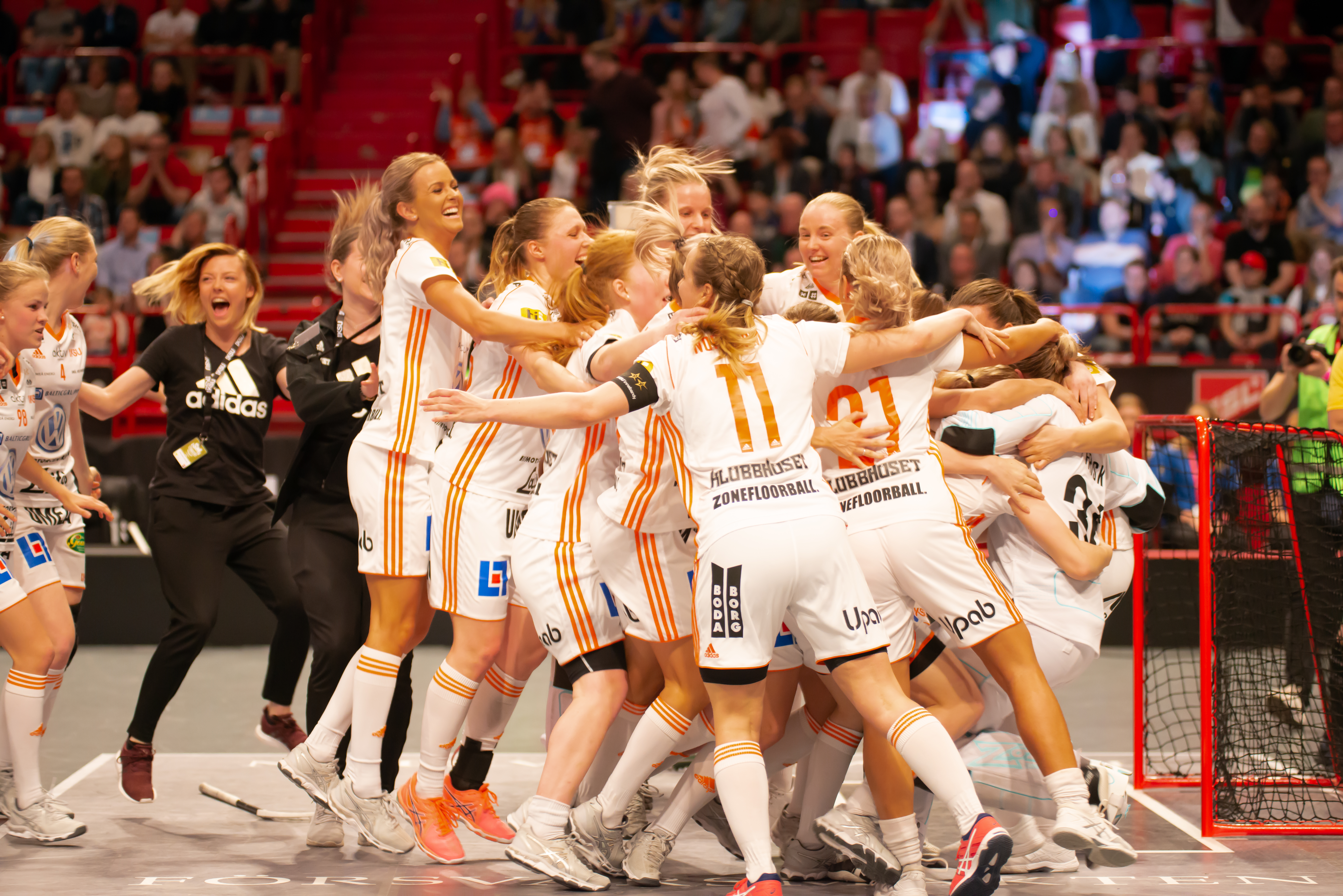
Hráčky týmu IKSU slaví ve finále 2017/2018

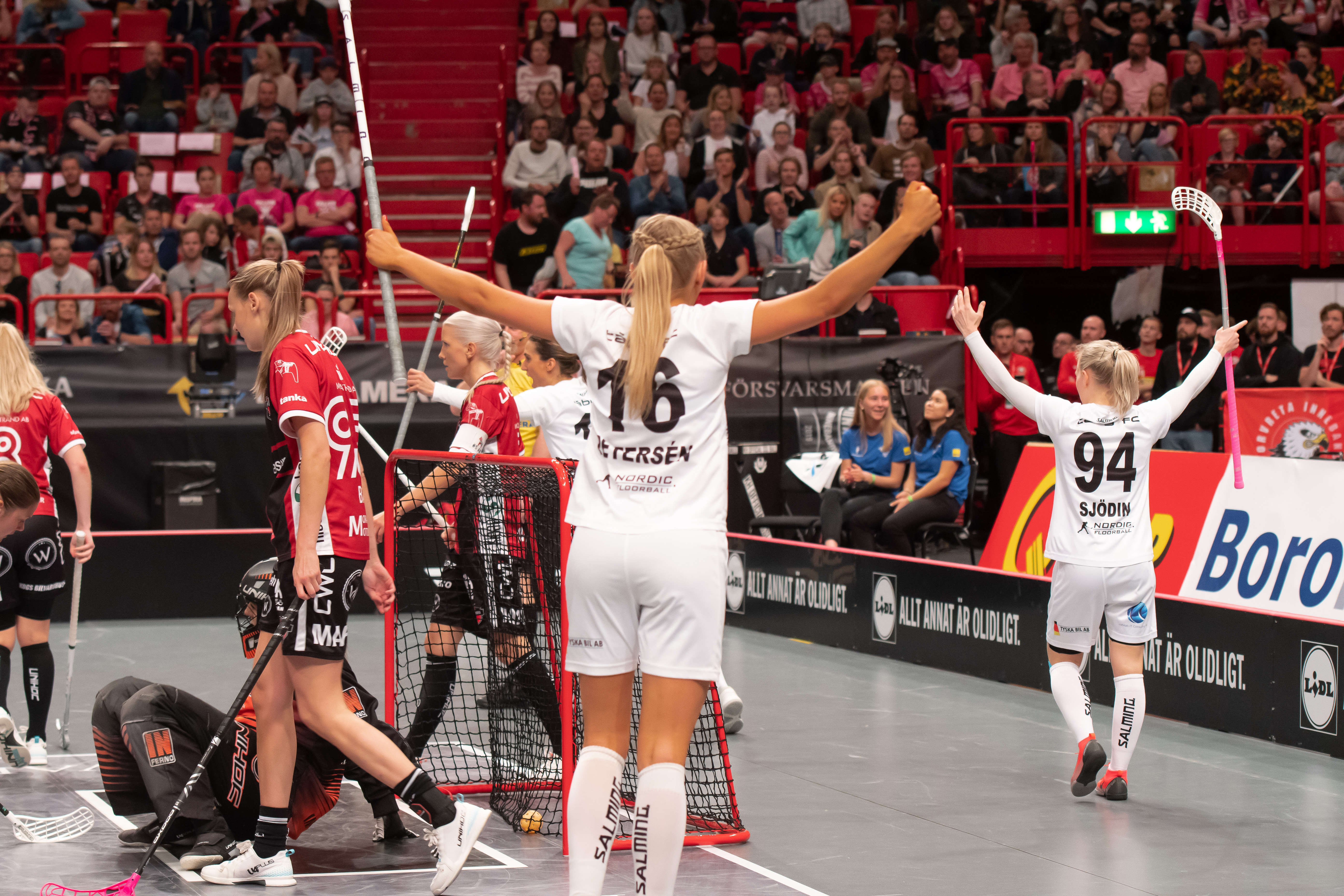
Hráčky týmů KAIS Mora IF a Täby FC ve finále 2018/2019

| - 1998 – Högdalens AIS - 1999 – Högdalens AIS - 2000 – Balrog IK - 2001 – Balrog IK - 2002 – Balrog IK - 2003 – Balrog IK - 2004 – Örnsköldsviks SK - 2005 – IKSU - 2006 – IKSU - 2007 – Rönnby IBK - 2008 – IKSU - 2009 – Balrog IK - 2010 – Rönnby IBK - 2011 – Djurgårdens IF | - 2012 – IKSU - 2013 – Rönnby IBK - 2014 – Djurgårdens IF - 2015 – KAIS Mora IF - 2016 – Pixbo IBK - 2017 – IKSU - 2018 – IKSU - 2019 – Täby FC - 2020 – IKSU - 2021 – Team Thorengruppen - 2022 – Team Thorengruppen - 2023 – Team Thorengruppen - 2024 – Team Thorengruppen - 2025 – Team Thorengruppen |

Zdroj:
| Tým                | Počet titulů | Poslední titul |
| ------------------ | ------------ | -------------- |
| IKSU               | 7            | 2019/2020      |
| Team Thorengruppen | 5            | 2024/2025      |
| Balrog IK          | 5            | 2008/2009      |
| Rönnby IBK         | 3            | 2012/2013      |
| Djurgårdens IF     | 2            | 2013/2014      |
| Högdalens AIS      | 2            | 1998/1999      |
| Täby FC            | 1            | 2018/2019      |
| Pixbo IBK          | 1            | 2015/2016      |
| KAIS Mora IF       | 1            | 2014/2015      |
| Örnsköldsviks SK   | 1            | 2003/2004      |

## České medailistky
- Martina Čapková (KAIS Mora IF – 2014 )
- Vanessa Rebecca Keprtová (Rönnby Tigers – 2023 )
- Eliška Krupnová (Pixbo IBK – 2016 , 2021 , 2022 , 2023 , 2024 )
- Lenka Kubíčková (KAIS Mora IF – 2016 )
- Denisa Ratajová (Pixbo IBK – 2021 , 2022 )
- Tereza Urbánková (KAIS Mora IF – 2016 )